# Hradisko
Hradisko es un municipio del distrito de Kežmarok en la región de Prešov, Eslovaquia, con una población estimada a final del año 2024 de 98 habitantes.
Se encuentra ubicado al noroeste de la región, cerca del río Poprad (cuenca hidrográfica del río Vístula) y de la frontera con Polonia.

## Demografía
| Año        | 1994 | 2004     | 2014    | 2024    |
| ---------- | ---- | -------- | ------- | ------- |
| Población  | 113  | 101      | 99      | 98      |
| Diferencia |      | −10,61 % | −1,98 % | −1,01 % |

| Año        | 2023 | 2024 |
| ---------- | ---- | ---- |
| Población  | 98   | 98   |
| Diferencia |      | +0 % |